# Upadek Chersonezu
Upadek Chersonezu (ros. Когда пал Херсонес) – powieść historyczna autorstwa rosyjskiego pisarza Antonina Ładyńskiego, opublikowana w 1959 roku. W języku polskim została wydana w 1989 roku.
Powieść jest pierwszą częścią trylogii poświęconej dziejom Rusi Kijowskiej. Akcja rozgrywa się za panowania ruskiego księcia Włodzimierza I Wielkiego. Cesarz bizantyński Bazyli II Bułgarobójca, tocząc walkę z dwoma uzurpatorami zwraca się o pomoc do księcia ruskiego.